# Đurović (prezime)
Đurović je prezime sljedećih osoba;
- Đurović, hrvatska pomorska obitelj iz Prčnja u Boki
- Đurovići, vojvodska kuća iz Viša, Bjelopavlići,Crna Gora
- Jozo Đurović (1827. — 1883.), hrvatski preporoditelj i političar
- Vasilije Vasko Đurović (1910-1943),student filozofije i narodni heroj Jugoslavije
- Krsto Đurović (1940. — 1991.), crnogorski kontraadmiral
- Ljiljana Habjanović Đurović (1953. — ), srpska književnica
- Ratko Đurović (1914. — 1998.), crnogorski filmski scenarist i povjesničar kulture
- Dušan Đurović (1901-1993), crnogorski i jugoslovenski književnik
- Vlade Đurović (1948. — ), bivši srpski košarkaš i košarkaški trener
- Zoran Đurović (1968. — ), srpski umjetnik i pravoslavni svećenik
- Dragan Đurović (1959 - ), potpredsjednik Vlade Crne Gore,ministar i poslanik
- Drago Đurović (1923-1986), jugoslovenski i crnogorski kipar
- dr.Momir Đurović (1941-),akademik,predsjednik CANU
- Željko Đurović (1956-), akademski slikar iz Beograda
- Žarko Đurović (1928-), književnik,član CANU

Toponimi
- Đurovića špilja, špilja kod Čilipa